# Spheciospongia vesparium
Spheciospongia vesparium är en svampdjursart som först beskrevs av Jean-Baptiste Lamarck 1815.  Spheciospongia vesparium ingår i släktet Spheciospongia och familjen borrsvampar.

## Underarter
Arten delas in i följande underarter:
- S. v. pallida
- S. v. typica